# Рублевский, Сергей Владимирович

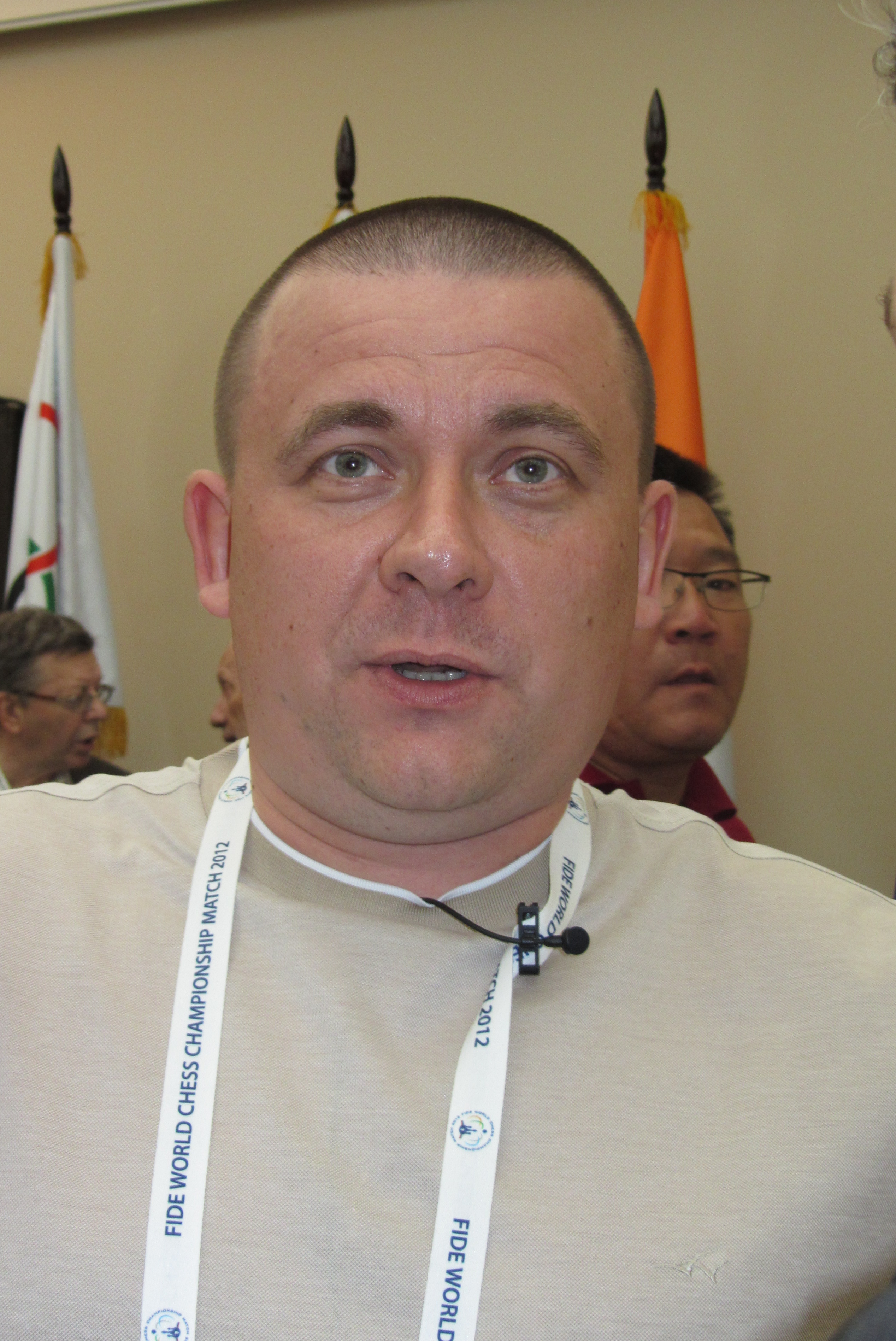
Сергей Рублевский

Серге́й Влади́мирович Рубле́вский (род. 15 октября 1974, Курган) — советский и российский шахматист. Гроссмейстер (1994), заслуженный мастер спорта России (1998), заслуженный тренер России (2016). Чемпион России (2005). В составе команды России четырёхкратный победитель Всемирных Шахматных Олимпиад (1996, 1998, 2000, 2002) и двукратный победитель командных чемпионатов мира (1997, 2005).

## Биография
Сергей Владимирович Рублевский родился 15 октября 1974 года в городе Кургане Курганской области.
В возрасте пяти лет мама Любовь Ивановна привела его в шахматный кружок во Дворце спорта КЗКТ к тренеру Виталию Петровичу Корнилову. Сергей через три года выполнил норму первого разряда, а в возрасте 11 лет принял участие во взрослом чемпионате Курганской области.
В 1981 году был принят во Всероссийскую шахматную школу, возглавляемую международным гроссмейстером Александром Панченко. В 1987—1989 годах учился в школе Михаила Ботвинника и Гарри Каспарова.
В 1991 году занял 1 место на чемпионате РСФСР среди взрослых и получил звание Мастер спорта СССР по шахматам. После победы в 1-м Мемориале Я. Д. Витебского в Кургане в 1993 году, он получил звание международного гроссмейстера в 1994 году.
В 1997 году окончил Курганский государственный университет по специальности «Экономика и менеджмент».
В 1997 году исполнительный директор федерации шахмат Республики Татарстан Наиль Ибрагимович Мухамедзянов пригласил Рублевского играть за город Казань. Вскоре Сергей переехал в Казань.
Победитель престижного турнира Аэрофлот Опен (Москва 2004). Стал чемпионом России после яркой и неожиданной победы в супер-финале в Москве (18-30 декабря 2005), опередив на одно очко таких шахматистов как Дмитрий Яковенко и Александр Морозевич.
3 февраля 2012 года на заседании правления Российской шахматной федерации назначен старшим тренером женской сборной России по шахматам. Под его руководством команда дважды становилась победителем Всемирных шахматных олимпиад (в 2012 и 2014 годах) и чемпионом мира в 2017 году.
В октябре 2013 года занимал 56-е место в рейтинге ФИДЕ (53-е среди действующих) и 16-е место среди шахматистов России (15-е среди действующих), имея 2695 рейтинговых очков.

## Особенности игры
Среди его самых громких побед — победа над Гарри Каспаровым в Измире в 2004
1. e4 c5 2. Nf3 Nc6 3. Bb5 e6 4. O-O Nge7 5. c3 a6 6. Ba4 c4 7. Qe2 b5 8. Bc2 Ng6 9. b3 Qc7 10. bxc4 Nf4 11. Qe3 bxc4 12. Ba3 Be7 13. Bxe7 Nxe7 14. Na3 O-O 15. Rab1 f5 16. Qb6 Qxb6 17. Rxb6 fxe4 18. Bxe4 d5 19. Bc2 Neg6 20. Bxg6 Nxg6 21. Nc2 e5 22. Ne3 Bf5 23. Nxf5 Rxf5 24. Rfb1 Raf8 25. Rxa6 e4
26. Nd4 Rxf2 27. Ne6 R2f6 28. Nxf8 Rxa6 29. Nxg6 hxg6 30. Kf2 Rxa2 31. Ke3 Kf7 32. Rb7+ Kf6 33. Rb6+ Kf7 34. Rd6 Ra5 35. h4 g5 36. hxg5 Ke7 37. Rc6 Ra1 38. Kd4 Rd1 39. Kxd5 e3 40. Re6+ Kd7 41. Rxe3 Rxd2+ 42. Kxc4 Rxg2 43. Re5 Kd6 44. Ra5 Rg4+ 45. Kb3 Rg1 46. Kb4 Rb1+ 47. Kc4 Ke6 48. Ra6+ Kf5 49. g6 Rg1 50. Kb5 Ke5 51. c4 Rb1+ 52. Kc6 Rg1 53. Kd7 Rd1+ 54. Ke7 Rb1 55. Ra5+ Kd4 56. Kf8 Rb7 57. Rf5 1-0
Наиболее предпочитаемые дебюты: 

| Белыми: - Сицилианская защита (155) - B52 B30 B40 B51 B57 - Французская защита (47) - C07 C06 C03 C05 C09 - Шотландская партия (47) - C45 - Защита Каро — Канн (27) - B18 B12 B17 - Дебют четырёх коней (16) - C47 C48 - Защита Пирца — Уфимцева (16) - B07 B09 B08 | Чёрными: - Сицилианская защита (134) - B42 B43 B46 B40 B22 - Принятый ферзевый гамбит (91) - D27 D20 D26 D29 D28 - Sicilian Kan (55) - B42 B43 B41 - Славянская защита (39) - D15 D11 D16 D10 D12 - Sicilian Taimanov (27) - B46 B47 B48 - Queen’s Pawn Game (24) - D02 D00 E10 |

## Спортивные достижения
| Год  | Город           | Турнир | +   | −   | =   | Результат      | Место |
| ---- | --------------- | --- | --- | --- | --- | -------------- | ----- |
| 1991 | Смоленск        | Чемпионат РСФСР | 7   | 0   | 5   | 9½ из 13       | 1     |
|      | Москва          | 58-й чемпионат СССР | 4   | 1   | 6   | 7 из 11        | 4     |
| 1993 | Каликут         | Первенство мира среди юношей до 20 лет                                                                                              |     |     |     |                | 3     |
|      | Париж           | Кубок Парижа |     |     |     |                | 1     |
|      | Курган          | 1-й мемориал Я. Витебского |     |     |     |                | 1-2   |
| 1994 | Элиста          | 47-й чемпионат России | 4   | 1   | 6   | 7 из 11        | 3     |
|      | Москва          | 31-я Олимпиада | 5   | 2   | 2   | 6 из 9         |       |
| 1996 | Элиста          | 49-й чемпионат России | 4   | 2   | 5   | 6½ из 11       | 9-11  |
|      | Ереван          | 32-я Олимпиада | 4   | 1   | 4   | 6 из 9         |       |
| 1998 | Санкт-Петербург | 51-й чемпионат России | 4   | 2   | 5   | 6½ из 11       | 12-16 |
|      | Элиста          | 33-я Олимпиада | 3   | 1   | 4   | 5 из 8         |       |
| 2000 | Стамбул         | 34-я Олимпиада | 4   | 0   | 6   | 7 из 10        |       |
| 2002 | Блед            | 35-я Олимпиада | 2   | 1   | 4   | 4 из 7         |       |
| 2003 | Красноярск      | 56-й чемпионат России | 3   | 2   | 4   | 5 из 9         | 20-37 |
| 2005 | Москва          | 58-й чемпионат России | 4   | 0   | 7   | 7½ из 11       | 1     |
| 2006 | Форос           | 1-й международный турнир «Аэросвит»                                                                                                 | 5   | 1   | 5   | 7½ из 11       | 1     |
|      | Турин           | 37-я Олимпиада | 2   | 3   | 0   | 2 из 5         |       |
|      | Москва          | 59-й чемпионат России | 1   | 1   | 9   | 5½ из 11       | 5-7   |
| 2007 | Элиста          | Претендентские матчи чемпионата мира 2007 Матч против Руслана Пономарёва (первый этап) Матч против Александра Грищука (второй этап) | 1 1 | 0 1 | 5 4 | 3½ из 6 3 из 6 |       |
|      | Форос           | 2-й международный турнир «Аэросвит»                                                                                                 | 1   | 2   | 8   | 5 из 11        | 8     |
| 2008 | Пойковский      | 9-й международный турнир | 2   | 0   | 7   | 5½ из 9        | 1     |
| 2009 | Пойковский      | 10-й международный турнир | 2   | 2   | 5   | 4½ из 9        | 5-7   |
| 2010 | Пойковский      | 11-й международный турнир | 0   | 3   | 8   | 4 из 11        | 11    |

## Награды и звания
- Орден Дружбы (11 апреля 2024) — за большой вклад в развитие и популяризацию отечественного шахматного движения[5]
- Почётный знак «За заслуги в развитии Олимпийского движения в России» (ноябрь 2000)
- Почётный гражданин Курганской области (5 февраля 2019) — за выдающиеся заслуги в развитии отраслей экономики и социальной сферы, способствующие повышению известности и авторитета Курганской области[6]
- Заслуженный тренер России (11 апреля 2016)[7]
- Заслуженный мастер спорта России (1998)
- Гроссмейстер (1994)
- Международный мастер (1992)
- Мастер спорта СССР по шахматам (1991)

## Изменения рейтинга
| Графики недоступны из-за технических проблем. См. информацию на Фабрикаторе и на mediawiki.org. |

## Семья
Сергей Рублевский рос без отца, родители развелись. Отец, Владимир Рублевский умер в 2002 году. Мать, Любовь Ивановна, работала на КЗКТ.
Сергей Рублевский женат, жена — Елена, сын — Михаил (род. в декабре 2005 года), дочь – Ирина (род. в сентябре 2009 года).

### Написание фамилии
Вариант написания фамилии Рублёвский распространён, но ошибочен.

## Книги
- Рублевский С.В. 64 урока мастерства. — М.: РИПОЛ классик, 2007. — 240 с. — (Серия «Искусство шахмат»). — 3000 экз. — ISBN 978-5-386-00207-7.[10]